# Гинтер, Евгений Константинович
Евге́ний Константи́нович Ги́нтер (род. 12 января 1940) — советский и российский учёный, специалист в области популяционной генетики, генетической эпидемиологии, генетики мультифакториальных заболеваний, картирования генов наследственных болезней. Академик РАН (2013, РАМН с 2002, членкор с 1993), доктор биологических наук (1976), профессор (1984). Научный руководитель Медико-генетического научного центра (МГНЦ, Москва), заведующий кафедрой медицинской генетики РМАПО. Заслуженный деятель науки Российской Федерации (2011).

## Биография
Окончил Кубанский медицинский институт (1962) по специальности врача-лечебника.
С 1962 по 1965 год учился в аспирантуре, а с 1965 по 1971 год работал в лаборатории радиационной генетики Института медицинской радиологии АМН СССР (г. Обнинск).
С 1972 года — старший научный сотрудник Института медицинской генетики АМН СССР, затем организатор и заведующий лабораторией генетической эпидемиологии (1975—2006), зам. директора МГНЦ, директор МГНЦ, а ныне научный руководитель, также заведует научно-консультативным отделом и является председателем ученого совета по защитам докторских и кандидатских диссертаций при МГНЦ.
Является членом бюро медико-биологической секции Отделения медицинских наук РАН. Вице-президент Вавиловского общества генетиков и селекционеров. До 2015 года был председателем Российского общества медицинских генетиков.
Под его руководством защищено 14 докторских (среди них — Е. В. Балановской) и более 30 кандидатских диссертаций. Кандидатскую диссертацию защитил в 1966 г., докторскую диссертацию — в 1976.
Главный редактор журнала «Медицинская генетика».
Опубликовал более 350 статей в российских и зарубежных журналах, издан учебник по медицинской генетике для медицинских вузов (2003), под его редакцией и при участии издано 4 монографии по проблемам популяционной медицинской генетики.

## Награды
- Орден Александра Невского (Россия) (11 февраля 2023 года) — за заслуги в научной деятельности и многолетнюю добросовестную работу[4]
- Орден Дружбы (Россия) (16 сентября 2017 года) — за большой вклад в развитие здравоохранения, медицинской науки, подготовку квалифицированных специалистов и многолетнюю добросовестную работу[5]
- Заслуженный деятель науки Российской Федерации (16 января 2011 года)  — за заслуги в научной деятельности[6]
- Орден «Знак Почёта»